# Gründelsloch
Koordinaten: 51° 15′ 48,2″ N, 11° 4′ 36,1″ O
Das Gründelsloch ist eine Karstquelle in der Hainleite in Thüringen.

## Geographie
Das Gründelsloch befindet sich etwas westlich von Kindelbrück in der Nähe des Flussbettes der Wipper, einem Zufluss der Unstrut. Durch einen kleinen Park führt der Weg zur Quelle. Diese liegt in einem kleinen Wäldchen. Aus ihr entspringt der Gründelsbach, der einen Lachsaufzuchtsweiher speist und am östlichen Stadtende in die Wipper mündet.

## Geologie
Die Karstquelle entstand am 3. März 1611 durch einen Erdfall im Verlauf der geologischen Störungszone Kindelbrück–Hachelbich. Durch das bei der Kapellmühle zwischen Seega und Günserode im Boden versickernde Flusswasser bildeten sich über Jahrhunderte Klüftungen im weichen Keupergestein die durch die fließenden Wässer instabil werden und als Tagbruch oder Erdfall erkennbar werden. Die Karstquelle schüttet 260 Liter Wasser pro Sekunde aus. Es handelt sich um einen fast kreisrunden Quelltopf, der durch den hohen Gipsgehalt eine schöne, tiefblaue Färbung aufweist. Er hat einen Durchmesser von etwa 22 Metern; man vermutet eine ursprüngliche Tiefe des Beckens von 9 bis 12 Metern. Durch GST-Tauchsportler wurde der Grund in den 1970er Jahren erkundet. In der Mitte des Grundes gibt es mehrere Labyrinthöffnungen mit enormer Wasserausschüttung. Aus dem hohen Kalkgehalt des Wassers (71er Härte) kann geschlossen werden, dass es einen langen unterirdischen Weg durch tiefes Kalksediment zurückgelegt haben muss.